# Paloma Würth
Paloma Würth (* 23. August 1979) tritt unter ihrem Künstlernamen Paloma als Schlagersängerin in der Schweiz, Deutschland und Österreich auf. Im Finale des Internationalen Grand Prix der Volksmusik 2002, errang sie  als beste Schweizerin den vierten Platz.
Neben dem Gesang hat sie als Model im Jahr 2000 besondere Erfolge errungen:
- Wahl zur Miss Switzerland,
- vierter Platz in der Wahl der Queen of Europe
- siebter Platz in der Wahl der Queen of the World

Im Herbst 2003 erschien Palomas Single Insel im Ozean. Im März 2004 folgte ihr zweites Album. Im Frühjahr 2005 erschien ihre erste Produktion mit dem deutschen Produzenten Ralph Siegel: Auf dem Album Die Leichtigkeit des Seins ist auch ein Duett mit Pierre Brice zu hören.
Das  Mitwirken von Paloma Würth 2005/06 im Musical Jonas & Madelaine war für die Ostschweizerin der vielbeklatschte Einstieg in das für sie damals neue Kulturgenre. Im Winter 2006/07 folgte die zweite Bühnenproduktion: The Glamour Sisters im Le Théâtre Kriens-Luzern.